# Roop Singh
Roop Singh Bais (8. rujna 1910. — 16. prosinca 1977.) je bivši indijski hokejaš na travi. 
Obitelj mu je iz Gwaliora, grada na sjeveru indijske države Madhya Pradesh.
Otac je indijskog reprezentativca Chandrashekhara. Mlađi je brat slavnog indijskog hokejaša Dhyana Chanda Singha i Baisa Rajputa. Njegov otac Subedar Sameshwar Dutt Singh je bio djelatnom vojnom osobom, a također je igrao hokej na travi.
Singh je vjerovao u to da je potrebno se dobro odjenuti. Tako je netom prije nego što je indijska reprezentacija morala otputovati na OI 1932. godine u Los Angeles odbio ići jer nije imao pravu odjeću za tu prigodu. Dhyan Chand je morao potražiti okolo novu odjeću sve dok Singh konačno nije pristao otići. Nikad se nije svađao sa sucem, ma kakva god da je bila sučeva odluka. Nakon završnice OI 1936. godine u Berlinu je ostavio tako velik pozitivni dojam o njemu da su Nijemci imenovali ulicu po njemu. Bio je u postrojbama scindijskog maharadže. [nedostaje izvor].
Osvojio je zlatno odličje na hokejaškom turniru na Olimpijskim igrama 1932. godine u Los Angelesu igrajući za Britansku Indiju. Odigrao je oba susreta i postigao je 13 pogodaka.
Osvojio je zlatno odličje i na hokejaškom turniru na Olimpijskim igrama 1936. godine u Berlinu igrajući za Britansku Indiju. 

## Priznanja
Njemu u čast je stadion u gradu Gwalioru, odakle je njegova obitelj, dobio ime po njemu stadion kapetana Roopa Singha. Izvorno je bio stadionom za hokej na travi, a 1980-ih godina je prenamijenjen u kriketski stadion.

## Vanjske poveznice
- Profil na Database Olympics
- Profil na Sports-Reference.com  Arhivirana inačica izvorne stranice od 11. kolovoza 2009. (Wayback Machine)